# Manuel Álvarez

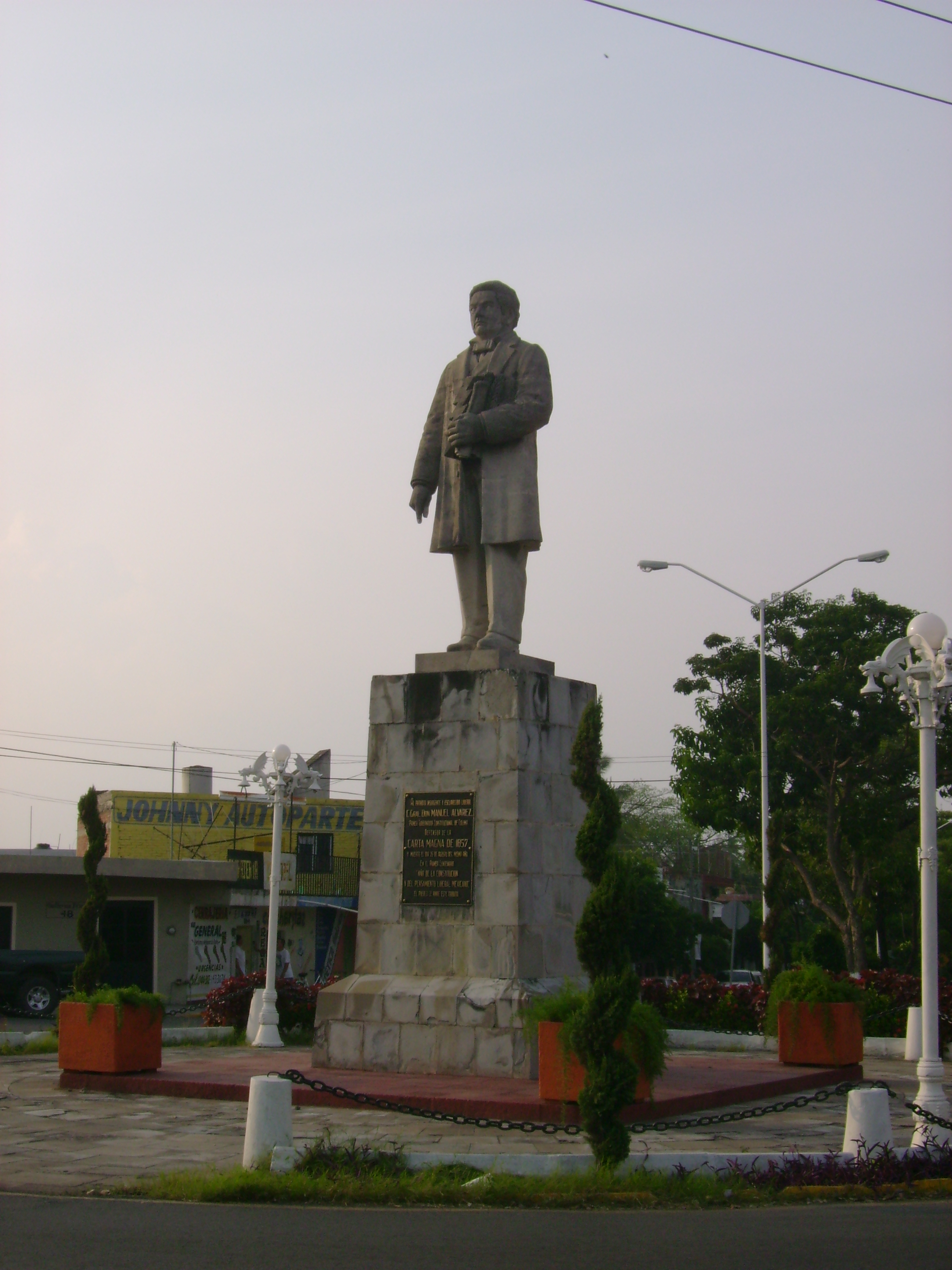
standbeeld van Manuel Álvarez

Manuel Álvarez Zamora (Almoloyán, 1798 - Colima, 26 augustus 1857) was een Mexicaans politicus en militair.
Álvarez was aanhanger van president Antonio López de Santa Anna en was onder andere burgemeester van de stad Colima en politiek leider jefe político van het federale territorium Colima. Hij sloot zich echter aan bij de Revolutie van Ayutla en steunde de nieuwe liberale regering die daaruit voortkwam. In 1857 werd het territorium Colima tot deelstaat verheven, en werd Álvarez de eerste gouverneur. Een conservatieve opstand aan het eind van dat jaar kostte hem echter zijn leven.
Álvarez was de grondlegger van een politieke dynastie in zijn geboortstaat. Zijn kleinzoon Miguel Álvarez García was gouverneur van 1919 tot 1923 en zijn kleindochter Griselda Álvarez van 1979 tot 1985. De plaats Villa de Álvarez is naar hem genoemd.